# 阿尔比 (吉伦特省)
阿尔比（法語：Arbis）是法国吉伦特省的一个市镇，属于朗贡区（Langon）塔尔贡县（Targon）。该市镇总面积8.74平方公里，2009年时的人口为286人。

## 人口
阿尔比人口变化图示